# Nonancourt
Nonancourt je francouzská obec v departementu Eure v regionu Normandie. V roce 2009 zde žilo 2 217 obyvatel. Je centrem kantonu Nonancourt.